# 이관철
이관철(李寬哲, 1956년 1월 1일 ~ 2018년 2월 12일)은 대한민국의 바둑 기사이다.

## 약력
1991년 10월에 제63회 입단대회를 통해 입단했다. 2003년 3단을 거쳐 2007년 7월에 4단으로 승단하였다. 1993년 제4기 비씨카드배 본선과 1994년 제39기 국수전 본선, 그리고 1998년 제8기 비씨카드배 신인왕전 본선에 진출했다. 2005년 제5기 잭필드배 프로시니어기전 본선에 올랐다. 식도암으로 투병하다가 2018년 2월 12일에 사망했다. 조한승과 이춘규, 조연우, 김신영 등의 스승이다.